# Jean-Baptiste Say
Jean-Baptiste Say (AFI: [ʒɑ̃batist sɛ]; Lione, 5 gennaio 1767 – Parigi, 15 novembre 1832) è stato un economista francese.
Principale economista classico francese, era anche giornalista e imprenditore nel cotone. È famoso per aver elaborato la Legge di Say (o "legge degli sbocchi") e, più globalmente, per le sue posizioni liberiste.
È stato uno dei fondatori dell'école spéciale de commerce et d'industrie di Parigi.

## Biografia

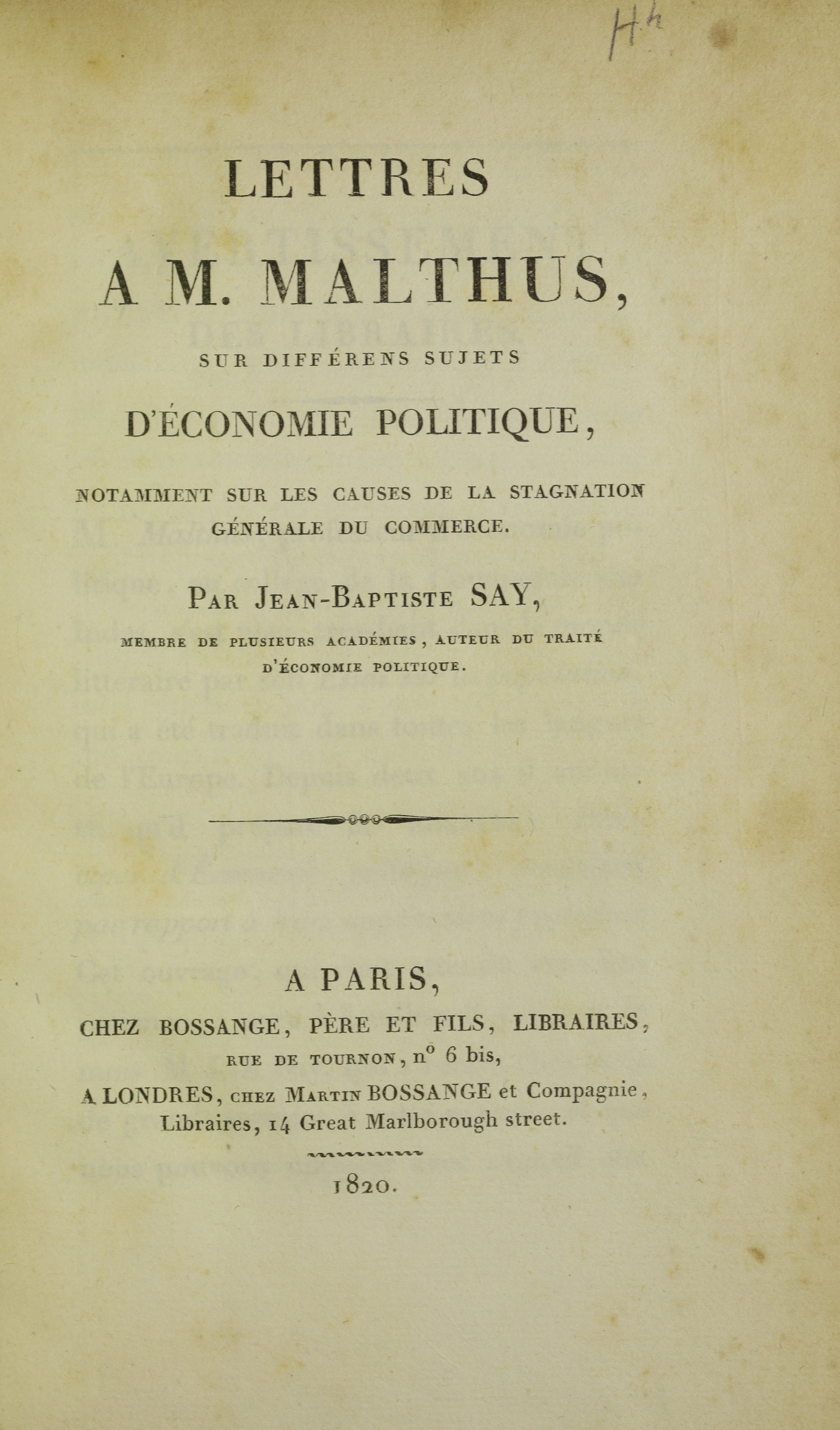
Lettres a M. Malthus, 1820

Proveniente dalla borghesia (il padre era un commerciante), iniziò giovanissimo a lavorare per poi dedicarsi agli studi economici. La sua prima opera venne sequestrata per via delle sue idee liberali.
Nel 1814 ebbe i suoi primi incarichi governativi e l'anno successivo, nel 1815, fu nominato professore all'università di Parigi. Fu per un breve periodo (1830-1831) membro del Consiglio Generale della Senna; lasciò poi ogni titolo per dedicarsi alla cattedra di Economia Politica da lui fondata presso il Collège de France.
Grande amico di Ricardo, nel 1819 partecipò assieme a Vital Roux alla fondazione della prima business school del mondo dando vita all'École Spéciale de Commerce et d'Industrie; in seguito divenuta ESCP Business School.
Il suo Cathéchisme d’économie politique, pubblicato nel 1817 e tradotto subito in tutte le lingue europee, rappresenta "la conclusione non solo simbolica di un percorso che tende a costruire l’economia politica come morale e come scienza del mercato".

## Opere
- Traité d'économie politique, in due volumi (1803)
- Cours complet d'économie politique pratique (1828-1829)

### Edizioni
- (FR) Jean-Baptiste Say, Lettres a M. Malthus, A Paris, Martin Bossange, Hector & Bossange Adolphe Bossange, Firmin Didot, 1820. URL consultato il 20 giugno 2015.
- (FR) Jean-Baptiste Say, Catechisme d'economie politique, A Paris, Martin Bossange, Auguste François Dondey-Dupré, 1821. URL consultato il 20 giugno 2015.
- (FR) Jean-Baptiste Say, Cours complet d'économie politique pratique, Paris, Guillaumin, 1852. URL consultato il 20 giugno 2015.